# Entraigues-sur-la-Sorgue
Entraigues-sur-la-Sorgue é uma comuna francesa na região administrativa de Provença-Alpes-Costa Azul, no departamento de Vaucluse. Estende-se por uma área de 16,57 km². Em 2010 a comuna tinha 8 656 habitantes (densidade: 522,4 hab./km²).